# Thomas Cramer
Thomas Cramer (* 19. März 1938; † 8. September 2023) war ein deutscher Altgermanist mit Schwerpunkt deutsche Literatur und Sprache des Hoch- und Spätmittelalters.

## Werdegang
Cramer promovierte mit einer 1966 erschienenen Arbeit zum Grotesken bei E. T. A. Hoffmann in Heidelberg und habilitierte sich bereits 1969 mit einer Arbeit zum mittelhochdeutschen Epos Lohengrin an der Universität in Karlsruhe, wobei er neben einer Edition auch eine Untersuchung vorlegte. Sein Forschungsschwerpunkt sollte dann die Literatur des Hoch- und Spätmittelalters werden, wozu er neben Monographien und Sammelbänden auch zahlreiche Aufsätze veröffentlichte.
Bis 1984 war Thomas Cramer Inhaber des Lehrstuhls für Ältere deutsche Literatur (ÄdL) an der RWTH Aachen.
Ab 1984 wirkte er als Professor am Institut für Deutsche Philologie, Allgemeine und Vergleichende Literaturwissenschaft an der TU Berlin bis zu seiner Emeritierung zum 31. März 2006.
Er starb am 8. September 2023. Seine Frau war die Literaturkritikerin Sibylle Cramer.

## Veröffentlichungen
- Das Groteske bei E.T.A. Hoffmann. München: W. Fink 1970 (Zur Erkenntnis der Dichtung 4). Zugleich Zuerst Dissertation Universität in Heidelberg 1964.
- Hartmann von Aue. Iwein. Mittelhochdeutsch u. neuhochdeutsch. Text d. Ausgabe von G. F. Benecke u. a. Übersetzung und Anmerkungen von Thomas Cramer. Berlin: De Gruyter 1968.
- Die Schwanenkinder: Bearbeitet durch Thomas Cramer. Berlin: Ladengalerie Berlin 1970.
- Lohengrin. Edition u. Untersuchungen. München: Fink 1971. Zugleich Habilitation Universität Karlsruhe.
- Hartmann von Aue. Erec. Mittelhochdeutscher Text und Übertragung. Frankfurt am Main: Fischer 1972
- Literaturwissenschaft und Literaturgeschichte. Ein Lesebuch zur Fachgeschichte der Germanistik. Hrsg. von Thomas Cramer und Horst Wenzel. München: Fink 1975.
- Die kleinen Liederdichter des 14. und 15. Jhs. 4 Bde. Hrsg. von Thomas Cramer. 1977–1985.
  - Bd. 1: Adam von Fulda – Heinzelin von Konstanz. München: Fink 1977.
  - Bd. 2: Hesseloher – Peter von Sachsen. München: Fink 1979.
  - Bd. 3: Pfaffenfeind – Zwinger. München: Fink 1982.
  - Bd. 4: Anonyma. München: Fink 1985.
- Hans Sachs. Studien zur frühbürgerlichen Literatur im 16. Jahrhundert. Hrsg. von Thomas Cramer und Erika Kartschoke. Bern, Frankfurt am Main und Las Vegas: Lang 1978 (Beiträge zur älteren deutschen Literaturgeschichte 3).
- Till Eulenspiegel in Geschichte und Gegenwart. Hrsg. von Thomas Cramer. Bern, Frankfurt am Main und Las Vegas: Lang 1978 (Beiträge zur älteren deutschen Literaturgeschichte 4).
- Maeren-Dichtung. 2 Bde. Hrsg. von Thomas Cramer. München: Fink 1979.
- Satire. Hrsg. von Thomas Cramer. München: Fink 1981.
- Literatur und Sprache im historischen Prozeß. Vorträge des Deutschen Germanistentages, Aachen 1982. 2 Bde. Hrsg. von Thomas Cramer. Tübingen: Niemeyer 1983.
- Wege in die Neuzeit. Hrsg. von Thomas Cramer. München: Fink 1988 (Forschungen zur Geschichte der älteren deutschen Literatur 8).
- Gegenspieler. Hrsg. von Thomas Cramer und Werner Dahlheim. München, Wien: Hanser 1993 (Dichtung und Sprache 12).
- Renaissance und Barock. Hrsg. von Thomas Cramer und Christian Klemm. Frankfurt am Main: Dt. Klassiker-Verlag 1995 (Bibliothek der Kunstliteratur 1).
- Mittelalterliche Lyrik. Probleme der Poetik. Hrsg. von Thomas Cramer und Ingrid Kasten. Berlin: Erich Schmidt 1999 (Philologische Studien und Quellen 154).
- Frauenlieder - Cantigas de amigo. Internationale Kolloquien des Centro de Estudos Humanísticos (Universidade do Minho), der Faculdade de Letras (Universidade do Porto) und des Fachbereichs Germanistik (Freie Universität Berlin), Berlin, 6. November 1998, Apúlia, 28.-30.3.1999. Hrsg. von Thomas Cramer. Stuttgart und Leipzig: Hirzel 2000.
- Geschichte der deutschen Literatur im späten Mittelalter. München: Dt. Taschenbuch-Verlag, München,  3., aktualisierte Auflage, 2000.
- Waz hilfet âne sinne kunst? Lyrik im 13. Jahrhundert. Studien zu ihrer Ästhetik. Berlin: Erich Schmidt 1998 (Philologische Studien und Quellen 148).